# Dobrów (Sainte-Croix)
Pour les articles homonymes, voir Dobrów.

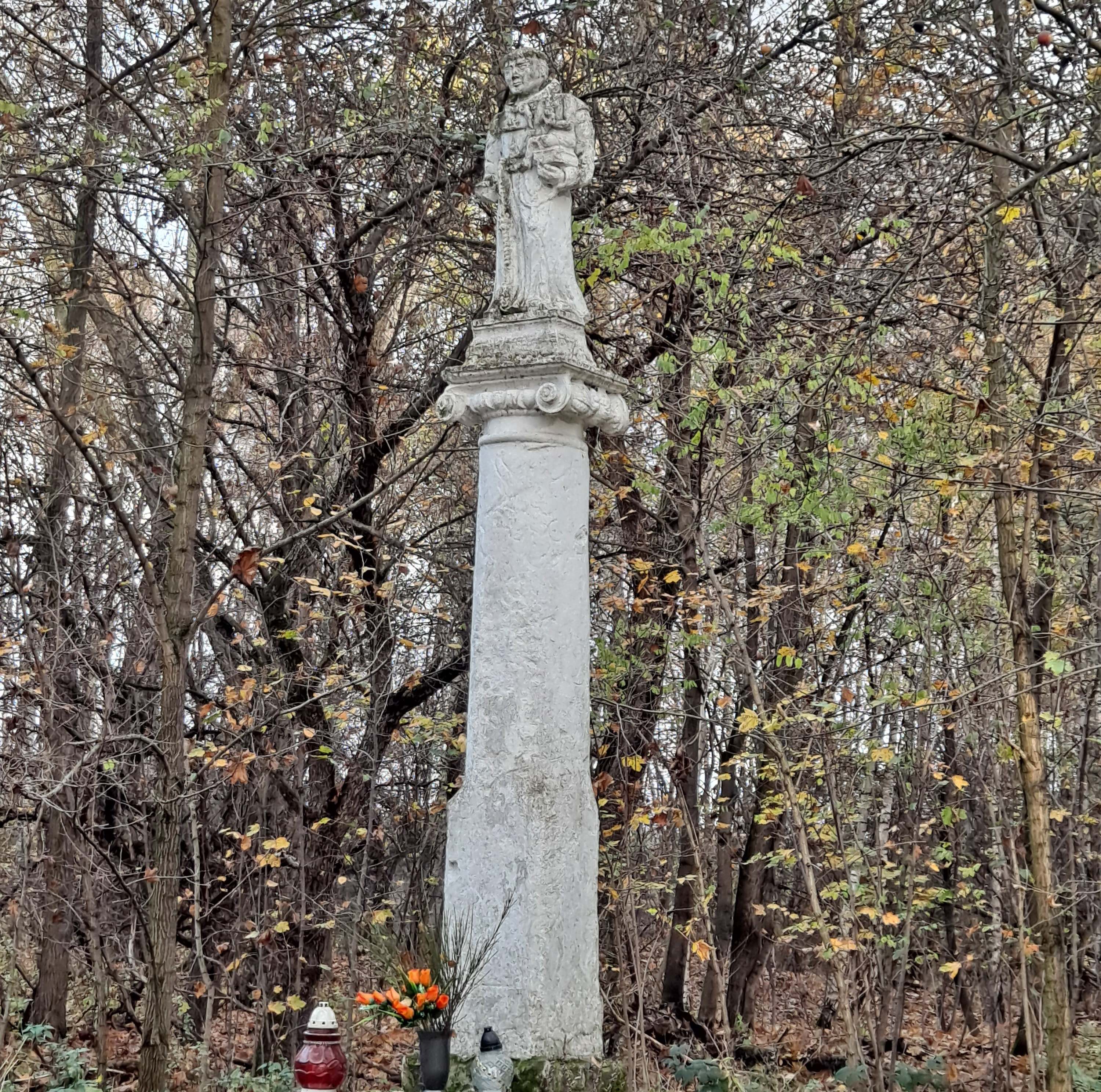
Statue dans le village Dobrów

Dobrów est une localité polonaise de la gmina de Tuczępy, située dans le powiat de Busko en voïvodie de Sainte-Croix.